# Bloye
For the sculptor, see William Bloye
Bloye là một xã trong tỉnh Haute-Savoie thuộc vùng Rhône-Alpes đông nam Pháp.